# 腓特烈九世 (霍亨索倫)
腓特烈九世（Friedrich IX. von Hohenzollern），霍亨索倫伯爵，是腓特烈八世的長子，1339年至1377年在位。
腓特烈九世的妻子是霍亨貝格-維爾德貝格的阿德海德（Adelheid von Hohenberg-Wildberg），有五個孩子，長子腓特烈十世繼承他的爵位。